# High Barnet (métro de Londres)
High Barnet (en anglais : High Barnet tube station ou High Barnet Underground Station), est une station, terminus nord, de la ligne Northern du métro de Londres, en zone 5 Travelcard. Elle est située sur la Barnet Hill, à Barnet, sur le territoire du borough londonien de Barnet, dans le Grand Londres.

## Situation sur le réseau
La station High Barnet, terminus de la branche de High Barnet de la ligne Northern du métro de Londres, est située avant la station Totteridge & Whetstone en direction du terminus sud Morden. Elle dispose des trois voies et deux quai, dont un central, numérotés : 1 et 2-3, elle est embranchée sur un dépôt de la ligne situé à proximité.

Plans de la ligne, du métro et des transports à Londres
Ligne Northern.
Métro.
Réseaux de Londres.

## Histoire

### Gare de High Barnet
La gare de High Barnet est mise en service le 1er avril 1872, lors de l'ouverture de la section de Finchley Central à High Barnet par le Great Northern Railway.

### Station High Barnet du métro
La gare devient une station du métro de Londres le 14 avril 1940, avec la première desserte par une rame de la ligne Northern.

## Services aux voyageurs

### Accès et accueil
L'entrée principale de la station est située sur la Barnet Hill, à Barnet.

### Desserte
La station terminus High Barnet est desservie par des rames de la ligne Northern du métro de Londres circulant sur les relations High Barnet  - Morden (ou Kennington).

Installations et Desserte
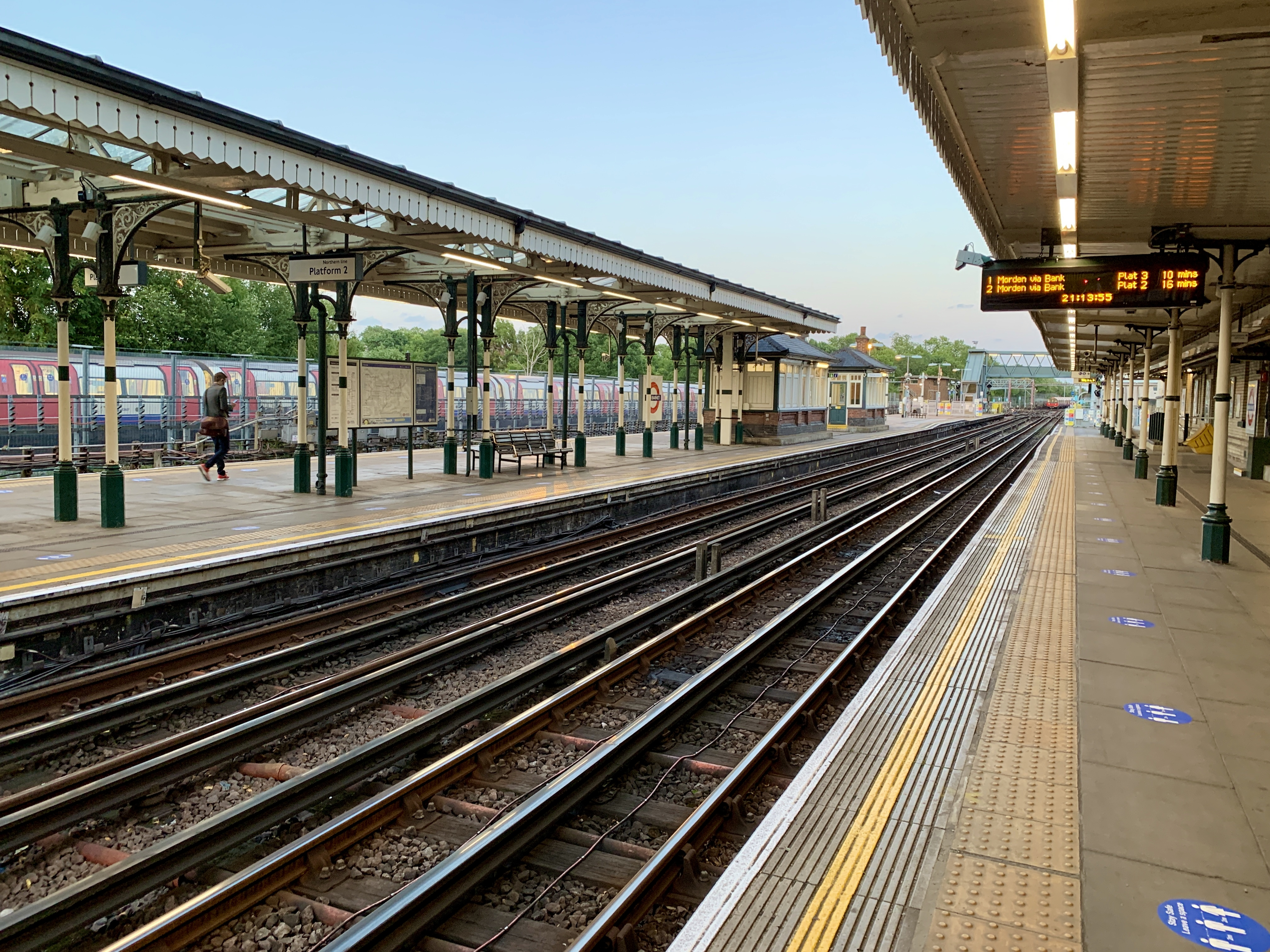
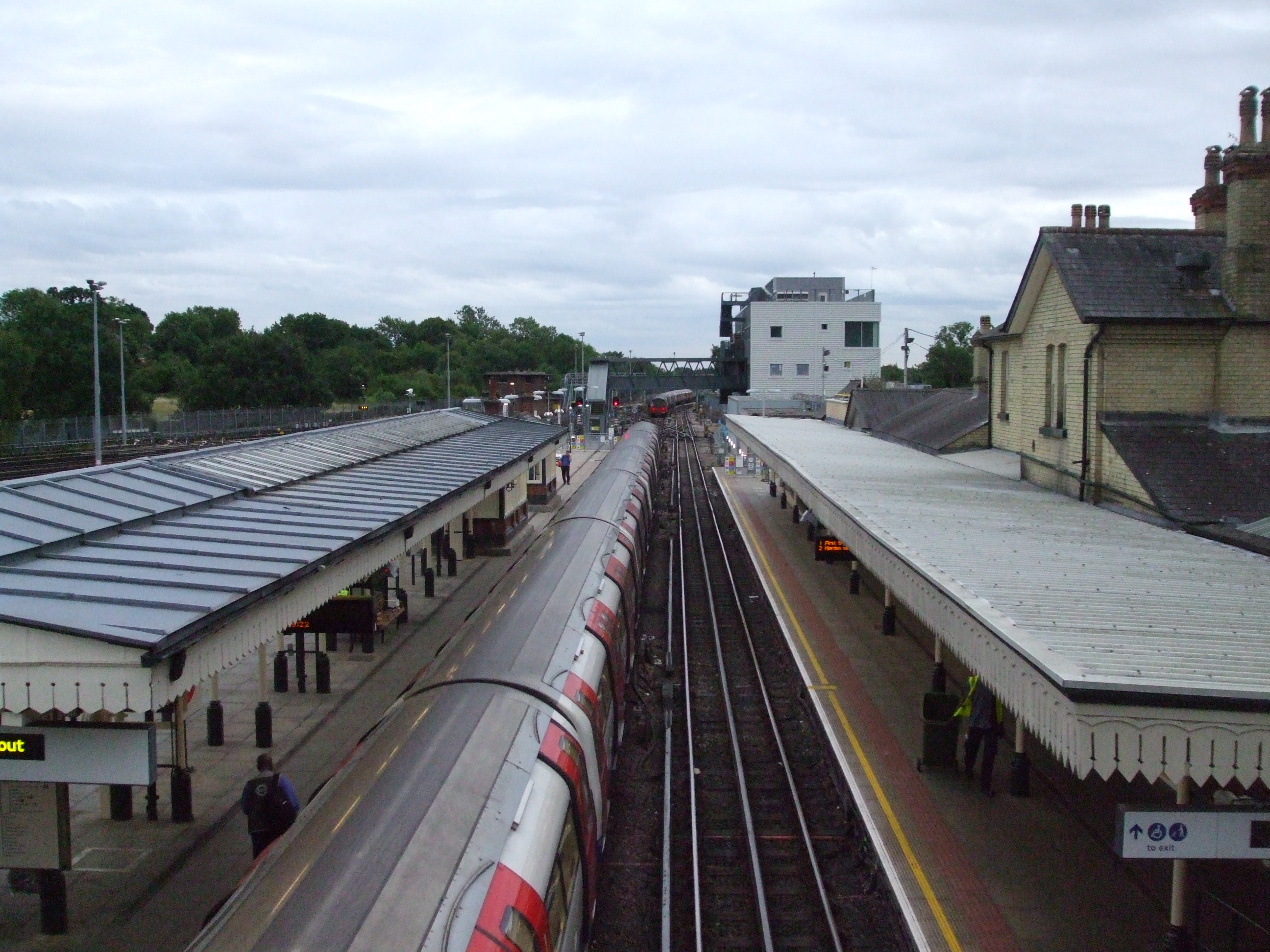
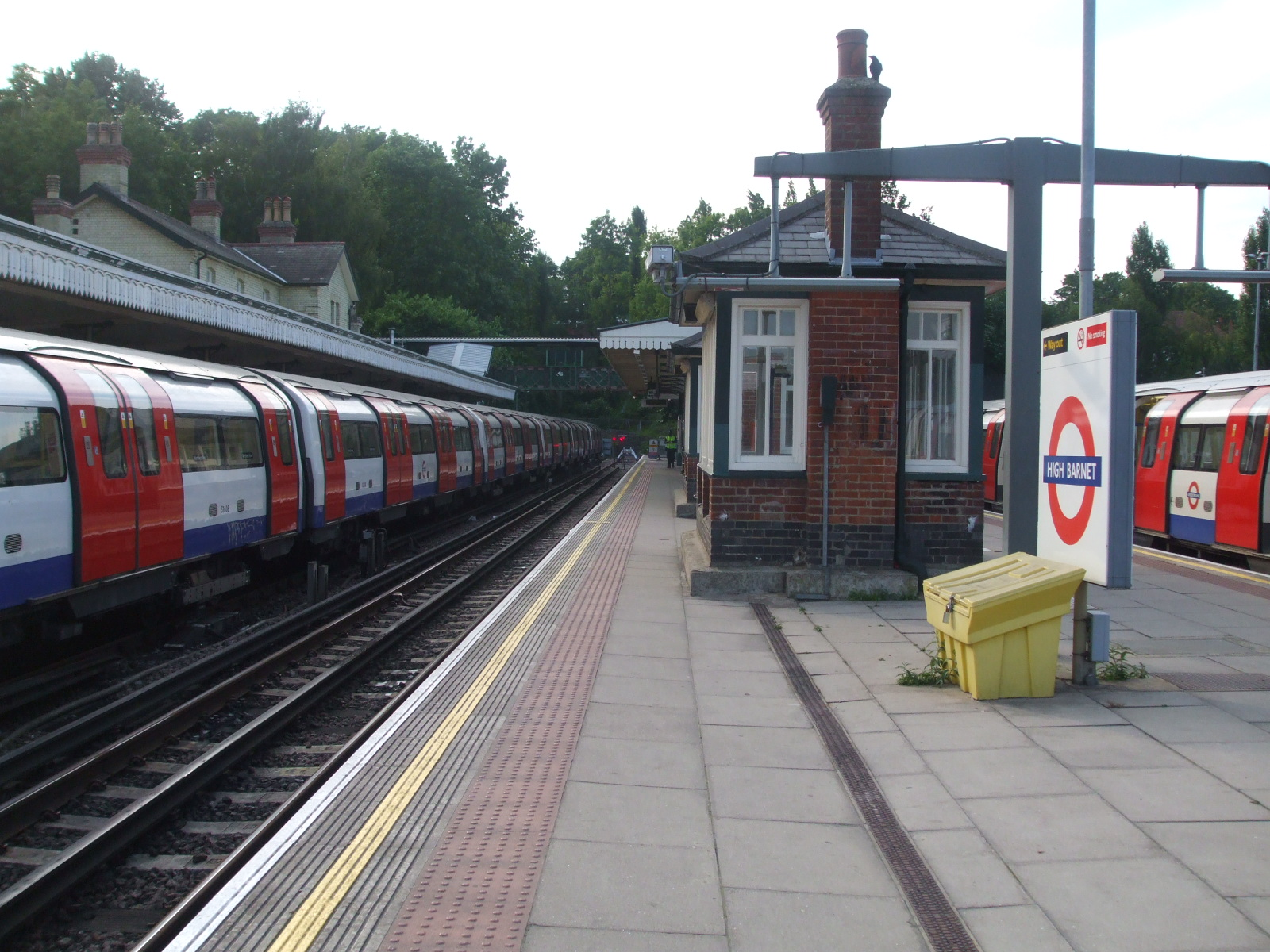

### Intermodalité
Elle est desservie par des autobus de Londres des lignes 34, 107, 234, 307, 326, 384, 389, 606, 634 et N20.

## À proximité
- Barnet (Royaume-Uni)